# Jawa
Jawa (pronunciació txeca: [java]) és una empresa fabricant de motocicletes i ciclomotors que fou fundada el 1929 a Praga, aleshores Txecoslovàquia, per František Janeček. El nom "Jawa" és la concatenació de les primeres lletres de Janeček i Wanderer, ja que el txec creà la seva empresa un cop hagué comprat la divisió de motocicletes de la companyia alemanya amb seu a Schönau (Chemnitz) Wanderer.
Durant la dècada del 1950, Jawa fou un dels principals fabricants de motocicletes del món i va exportar el seu famós model de 350 cc a més de 120 països. Després d'una forta davallada en el volum de producció durant la dècada del 1990, el 1997 es constituí la seva successora Jawa Moto a Týnec nad Sázavou.

## Història

### Fundació
A causa del col·lapse de la indústria del motor alemanya durant la Gran Depressió, Wanderer Werke AG decidí abandonar la producció de motocicletes i el 1929 li va vendre aquesta branca del seu negoci a František Janeček (1878-1941), propietari fins aleshores d'una petita fàbrica d'armament a Praga, al disticte de Pankrác. Tot i no tenir experiència en el sector de l'automoció, els grans coneixements de mecànica i de les tècniques de producció que tenia Janeček l'havien empès a dedicar-se a la fabricació de motocicletes. Havent de triar entre el motor austríac de dos temps de doble pistó de Puch, el motor alemany de dos temps de Schliha i el també alemany de quatre temps i 500 cc de Wanderer, Janeček va optar pel darrer i hi va equipar el seu primer model, la Jawa 500 OHV. Presentada el 23 d'octubre de 1929, la moto lliurava 18 CV de potència i tenia un consum de combustible de 6 litres cada 100 km. En ser cara, però, tingué un èxit moderat.
En una època de recessió econòmica com aquella, calia una moto més barata i senzilla, de manera que Janeček contractà el pilot de motociclisme i enginyer anglès George William Patchett i adquirí la llicència de fabricació dels motors de dos temps Villiers anglesos. Amb un d'aquests motors, Jawa va crear el seu segon model, la 175 de 1932. Era una moto lleugera (70 kg) i el seu motor de 5 CV permetia una velocitat màxima de 80 km/h amb un consum de 3,5 l/100 km. El primer any de producció fou un èxit i se'n vengueren més de 3.000, gairebé el triple de les 500 OHV venudes durant tres anys de producció. La fabricació de la 175 es va mantenir fins al 1946, i al llarg d'aquells anys se'n van produir 27.535 unitats. El 1938, Jawa fou el primer fabricant a oferir conduccions de prova en diversos salons d'exposició: s'equipà una 175 amb doble manillar, el segon dels quals al darrere per a l'instructor.
D'ençà de 1933, Jawa també va fabricar automòbils, començant per la producció amb llicència del model Meisterklasse F2 de DKW, el qual va anomenar Jawa 700 i va llançar el 1934. En total se'n van produir 1.002 unitats. Entre el 1933 i el 1935 se'n van fer també 6 unitats en versió esportiva, anomenada Jawa 750, per a la cursa txecoslovaca de les 1.000 milles. El 1937 en va sortir un derivat: el Jawa Minor I, amb motor bicilíndric de 616 cc de dos temps i 3 velocitats. Fins a l'esclat de la Segona Guerra Mundial, l'empresa en va produir vora 2.000 en diferents versions
El 15 de març de 1939, l'Alemanya nazi va ocupar Txecoslovàquia i va establir-hi el Protectorat de Bohèmia i Moràvia, un estat titella del Tercer Reich. Durant la Segona Guerra Mundial, Jawa va produir armes per a l'exèrcit alemany, però va desenvolupar en secret alguns prototips que es van fabricar un cop acabada la guerra, entre ells el de la futura Jawa 250 typ 11 Pérák. Janeček mai no la veié entrar en producció, ja que es va morir el 1941.

### Postguerra
Acabada la guerra, Jawa encara va fabricar uns 700 automòbils més. El successor d'aquells models fou l'Aero Minor, fabricat entre el 1946 i el 1952 però ja sota la marca "Aero" per una altra empresa. Del seu model Minor II també se'n van derivar prototips esportius, un dels quals, anomenat Aero Minor III (amb motor tricilíndric de 772 cc), va participar en les 24 hores de Le Mans de 1949.
El 1946, l'empresa va llançar un dels seus productes més populars durant la postguerra, la 250 Pérák que havia desenvolupat durant l'ocupació alemanya. La moto prenia el nom d'un llegendari resistent txec contra l'ocupació, conegut popularment com a "l'home ressort, molla" (the Spring Man) pel fet que feia uns grans salts. En txec, el nom de l'home molla era Pérák ("péro" equival a "molla"). Fou una d'aquestes Jawa 250 la moto que donà origen a una de les marques catalanes més conegudes, Derbi. Simeó Rabasa s'inspirà en una que havia vist per Barcelona quan ja pensava a produir la seva primera moto i, després de comprar-l'hi a l'amo, a la fàbrica de Martorelles la van desmuntar i en van crear una rèplica tan propera que les peces originals de Jawa eren perfectament útils per a la Derbi 250 de 1950, el primer model llançat per Nacional Motor.
Després del cop d'estat de 1948, sota el règim comunista, les indústries txeques es van nacionalitzar. Des d'aleshores, la història de Jawa i la de la Česká zbrojovka de Strakonice (ČZ, l'altre fabricant de motocicletes txec important), s'entremesclen. Les respectives xarxes de vendes es fusionaren i la producció de motocicletes de petita cilindrada de Jawa es transferí a ČZ, mentre que la de les grans, a partir dels 250 cc, se centralitzà en Jawa, la qual quedà com la de més alta gamma de les dues (en resum, les monocilíndriques eren ČZ i les bicilíndriques, Jawa). Durant una època, fins i tot les marques es fusionaren i els seus productes es comercialitzaren com a Jawa-ČZ.
Tot i unificades, Jawa i ČZ intentaren diversificar la seva producció. ČZ millorà el seu popular escúter Čezeta tot augmentant-ne la cilindrada a 125 cc i, més tard, a 175 cc. Jawa, al seu torn, llançà el 1954 el seu producte més famós: la bicilíndrica de dos temps de 350 cc typ 354, coneguda popularment com a kývačka ("swing"). Els primers models duien el carburador i la cadena de transmissió coberts, cosa que feia de la moto un vehicle molt net en evitar-ne les habituals esquitxades d'oli. A banda, la suspensió posterior i altres innovacions la feien confortable. Aviat fou disponible també en 250 cc (typ 353). L'èxit de les Jawa 250 i 350 va fer que s'exportessin a més de 120 països i que es mantinguessin inalterades durant anys, només amb alguns retocs puntuals. La seva versió "Californian" fou molt popular durant la dècada del 1970.
El 1954, Jawa va llançar també una gamma de ciclomotors de 50 cc, els Jawa 50 Pionýr (typ 550). Eren uns ciclomotors avançats per a l'època, amb motor de 2 temps horitzontal, caixa de canvis de tres velocitats i suspensió posterior innovadora, ja que va ser la primera moto a portar-hi una forquilla d'un sol braç. El Jawa 50 es modernitzà el 1958 amb el Jawa typ 555, més carenat. Aquell any aparegué també el ciclomotor Jawetta, equipat com els altres amb un motor horitzontal de 50 cc i disponible en diverses versions, inclosa l'esportiva. Econòmics i molt versàtils, aquests models de petita cilindrada eren molt populars. Com que, durant el règim comunista, era molt difícil poder comprar un cotxe, el Jawa 50 era un dels vehicles de referència entre les classes populars de Txecoslovàquia, Polònia i Hongria. Els ciclomotors Jawa s'exportaren també a l'Europa occidental i als Estats Units, i es mantingueren en producció fins a començaments de la dècada del 1970.

### Dels anys 60 als 80
A començaments de la dècada del 1960, Jawa va llançar la primícia d'un embragatge automàtic per a motocicletes. Aquest embragatge centrífug fou dissenyat per a la Jawa 250/559 i 350/360. Com que l'embragatge havia estat patentat per Jawa a tot el món, quan Honda el va copiar a la seva Honda 50 Cub va haver de pagar una multa i una taxa de llicència per a cada unitat venuda.
El 1962 s'amplià la gamma de ciclomotors amb els models Jawa 05, 20 i 21 Sport i el 1967, amb els Jawa 50 Mustang typ 23 i Jawa 90. Aquest darrer model s'oferia en tres versions: Cross, Trail i Roadster. En aquella època ja feia temps que la marca havia començat a destacar en les competicions internacionals de motociclisme, tant en el de velocitat com en el fora d'asfalt, especialment en enduro, on les Jawa dels integrants de l'equip de Txecoslováquia dominaven anualment els Sis Dies Internacionals i les primeres edicions del Campionat d'Europa. També en motocròs, la marca txeca protagonitzà bones actuacions, tot i que en aquesta modalitat es veié superada per la seva compatriota ČZ.

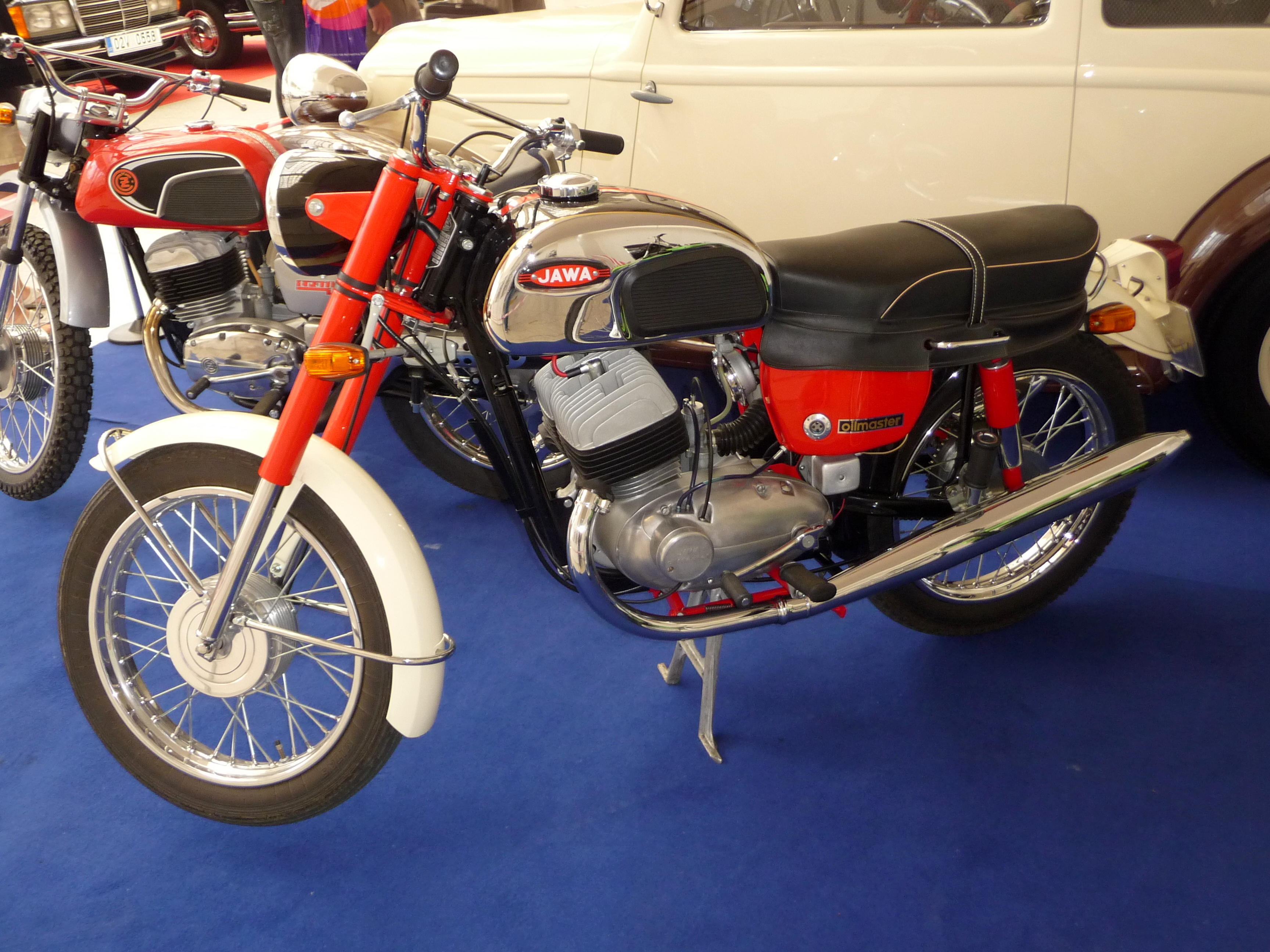
Una Jawa 350 typ 362 "Californian" dels volts de 1967

El 1962, Jawa es fusionà amb ESO, un altre fabricant txec, i de la unió en varen sortir les reconegudes motocicletes de speedway Jawa. Durant dècades, les millors motocicletes per a aquesta modalitat foren les d'aquesta marca. El 1963, Jawa va tancar la seva planta de Praga - Pankrác i es va traslladar al districte de Praga - Strašnice, mentre que obria una nova planta a Týnec nad Sázavou (30 km al sud de Praga, vora el riu Sázava), la qual començà a funcionar l'any següent, 1964. Aquell any s'arribà a la xifra d'un milió de motocicletes Jawa fabricades. Poc després es llançaren diverses novetats, entre elles les Jawa 350 Automatic (1965) i Californian (1966).
Durant la dècada del 1970, Jawa abandonà la velocitat però seguí dominant les competicions d'enduro i speedway, alhora que anava llançant tota mena de models de carretera, entre ells la 250/350 UŘ i la 350 Bizon ("bisó") el 1970 i la 350 typ 634 el 1974. El 1972 s'introduí la Jawa 250cc al mercat indi i el 1976, s'arribà a la xifra de dos milions de motocicletes Jawa fabricades. Aquesta xifra se superà el 1987, quan s'arribà als tres milions. Jawa produïa només determinats vehicles a gran escala, mentre que la modernització només s'aplicava al sector de les competicions i les exportacions.
Durant aquells anys, la 350 va evolucionar tan estèticament -amb línies més quadrades- com tècnica, adoptant una lubrificació separada que duia una bomba japonesa Mikuni. Anomenada "Californian 4", aquesta versió una mica menys utilitària, sense estar al nivell de les produccions japoneses (més potents i d'estil més seductor), es venia força bé, especialment com a vehicle d'ús diari. A França es feu popular a l'època una dita segons la qual «Jawa no és pas ràpida... però Jawa arriba lluny». Una singularitat d'aquesta moto era l'absència aparent de palanca d'engegada: de fet, el pedal de canvi es podia inclinar verticalment, tot prement-lo axialment, per a engegar el motor (amb la cama esquerra, en principi menys forta) i després tornava automàticament a la posició horitzontal, quedant en punt mort. La Californian es vengué també als Estats Units i a Nova Zelanda, amb la típica coloració negra i vermella.

### Divisió de l'empresa

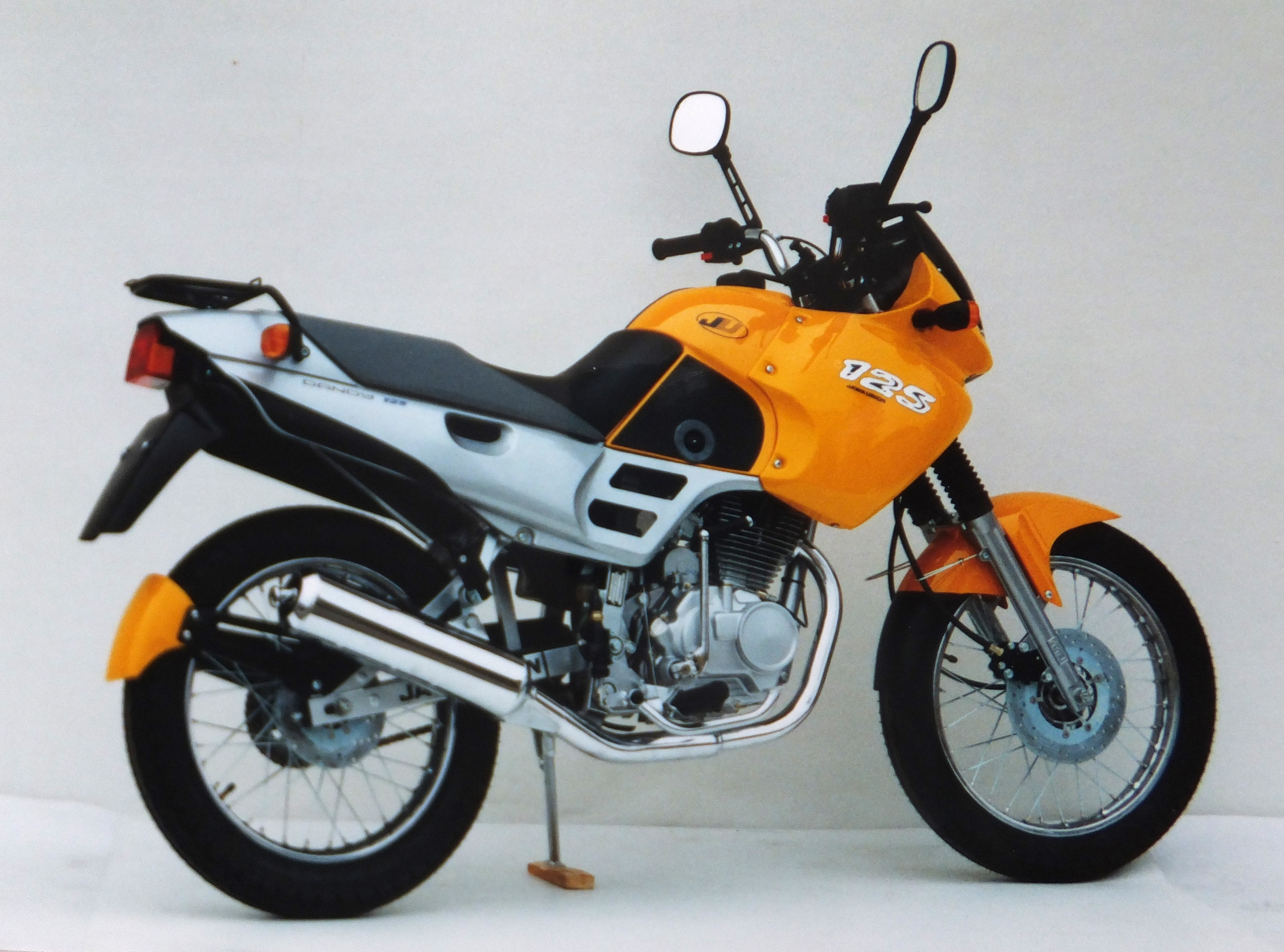
Una Jawa Union Dandy 125 dels volts de 1999

Després de la caiguda del mur de Berlín i les consegüents caigudes dels sistemes comunistes de l'Europa de l'est, l'empresa va entrar en crisi, en part perquè els nous governs democràtics ja no demanaven els milers de motocicletes que consumien els antics règims. A més, Jawa no va modernitzar la seva gamma i va perdre prestigi internacional. Uns anys després de la dissolució de Txecoslovàquia, la crisi de l'empresa l'abocà a la desaparició i, per tal de sobreviure, es va dividir en dues: d'una banda, Jawa Moto fabricaria motocicletes de consum i de l'altra, Jawa divisov es dedicaria a les motocicletes de competició, bàsicament les de speedway.
Jawa Moto spol. s r. o. es va constituir el 1997 a Týnec nad Sázavou com a successora de la històrica Jawa i amb la propietat de la seva marca protegida. El 1988, aquesta nova empresa es va associar amb Motounion i, tot seguit, va obtenir els drets de fabricació del model MUC 125 Dandy. Aquell mateix any va llançar els models Jawa 125 en versions Travel i Dandy i el 1999, la Jawa 100 (typ 587). Arran de l'acord amb Motounion, molts d'aquests models es comercialitzaren amb la marca "Jawa Union". A banda de motocicletes, recanvis i peces, Jawa Moto fabrica també eines i instruments. Actualment, la seva gamma de models inclou la Jawa 125 Dakar, la Jawa 650 Style i la Jawa 350 (un model força emprat per la policia de diversos països asiàtics).
Jawa divisov, per la seva banda, participa actualment en els campionats mundials de speedway i de sidecarcross.

## Producció

### Automòbils
Jawa va produir en sèrie dos models d'automòbil:
- Jawa 700 (1934): Versió amb llicència del DKW F2. Motor bicilíndric en línia refrigerat per aigua, 684 cc, 20 CV, situat transversalment darrere l'eix de la roda anterior, caixa de canvis de tres velocitats, tracció anterior. Pes en sec: 720 kg; velocitat màxima: 80 km/h.
- Jawa Minor I (1937–1939, 1945): Motor bicilíndric en línia refrigerat per aigua, 616 cc, 20 CV, situat transversalment darrere l'eix de la roda anterior, caixa de canvis de tres velocitats, tracció anterior. Pes en sec: 700 kg; velocitat màxima: 90 km/h.

En total, Jawa va produir més de 14.000 automòbils al llarg de la seva història, més de la meitat dels quals van ser exportats a l'estranger. Acabada la Segona Guerra Mundial, les autoritats decidiren que l'empresa s'havia de centrar en les motocicletes i la producció del Jawa Minor fou transferida a un altre fabricant, Letecké závody, també de Praga. El disseny, però, era obra dels enginyers de Jawa, els quals l'havien concebut en secret durant l'ocupació alemanya. Letecké závody comercialitzà l'antic Jawa Minor entre el 1946 i el 1951 amb el nom d'"Aero Minor" o Minor II. La principal diferència amb el Jawa Minor era que el motor anava situat longitudinalment davant de l'eix de la roda anterior i la caixa de canvis era ara de quatre velocitats. El 1951 se'n va dissenyar un prototip, conegut com a Aero Minor III, que no es va arribar a produir en sèrie a causa de la sobtada interrupció del programa Minor aquell mateix any.

Automòbils Jawa
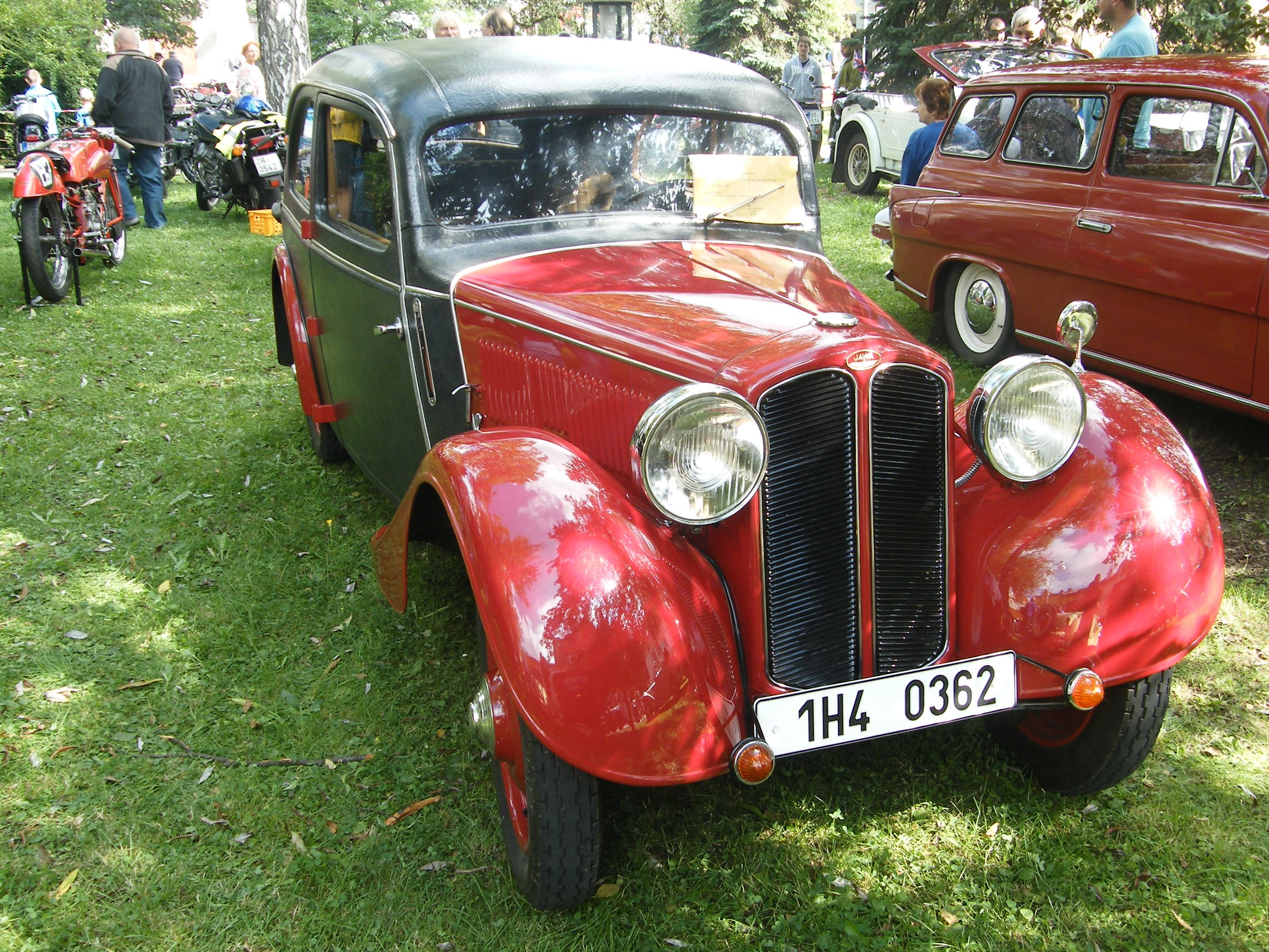
Jawa 700 de 1934
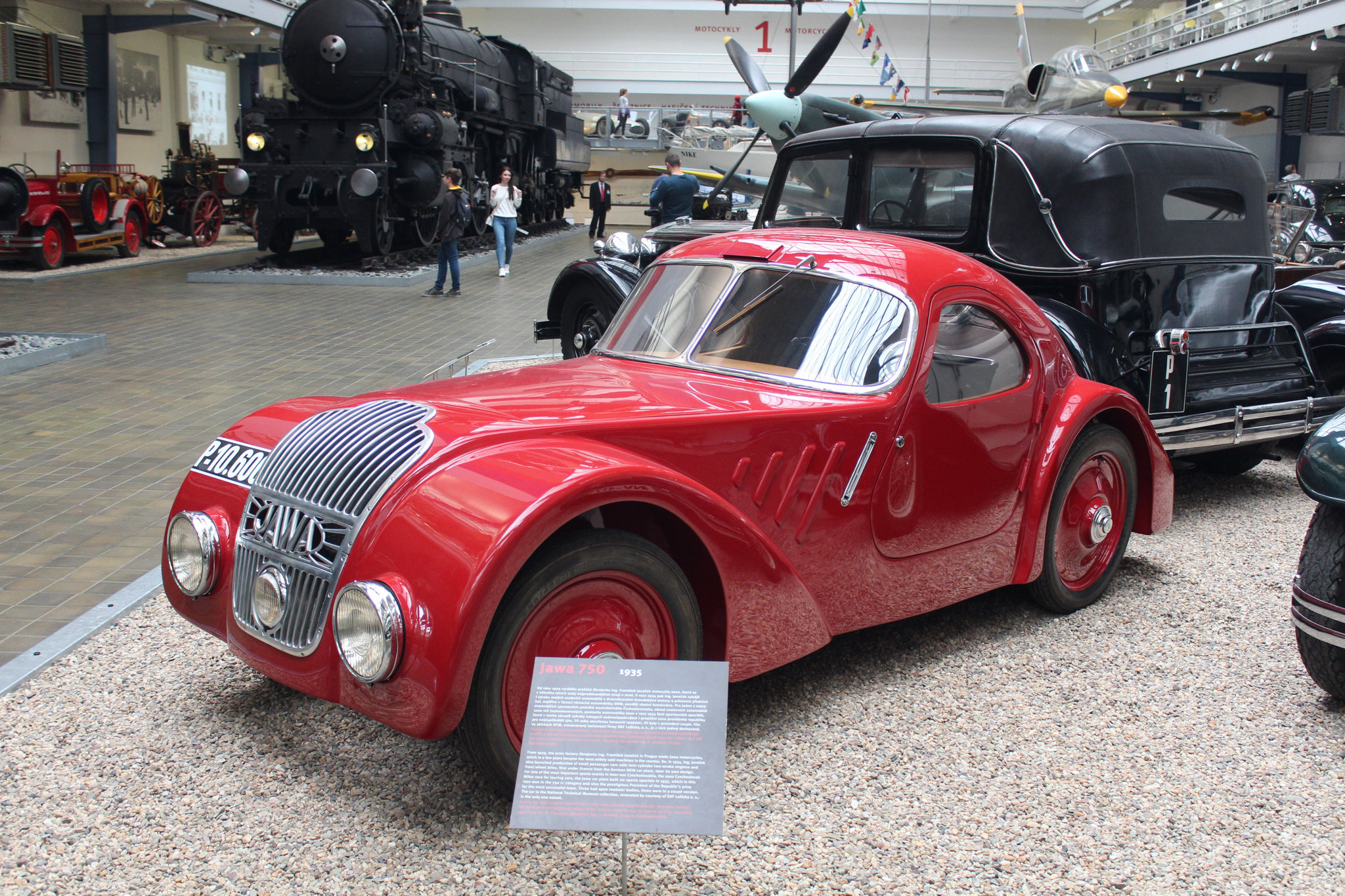
Jawa 750 de 1935 (versió esportiva del 700)
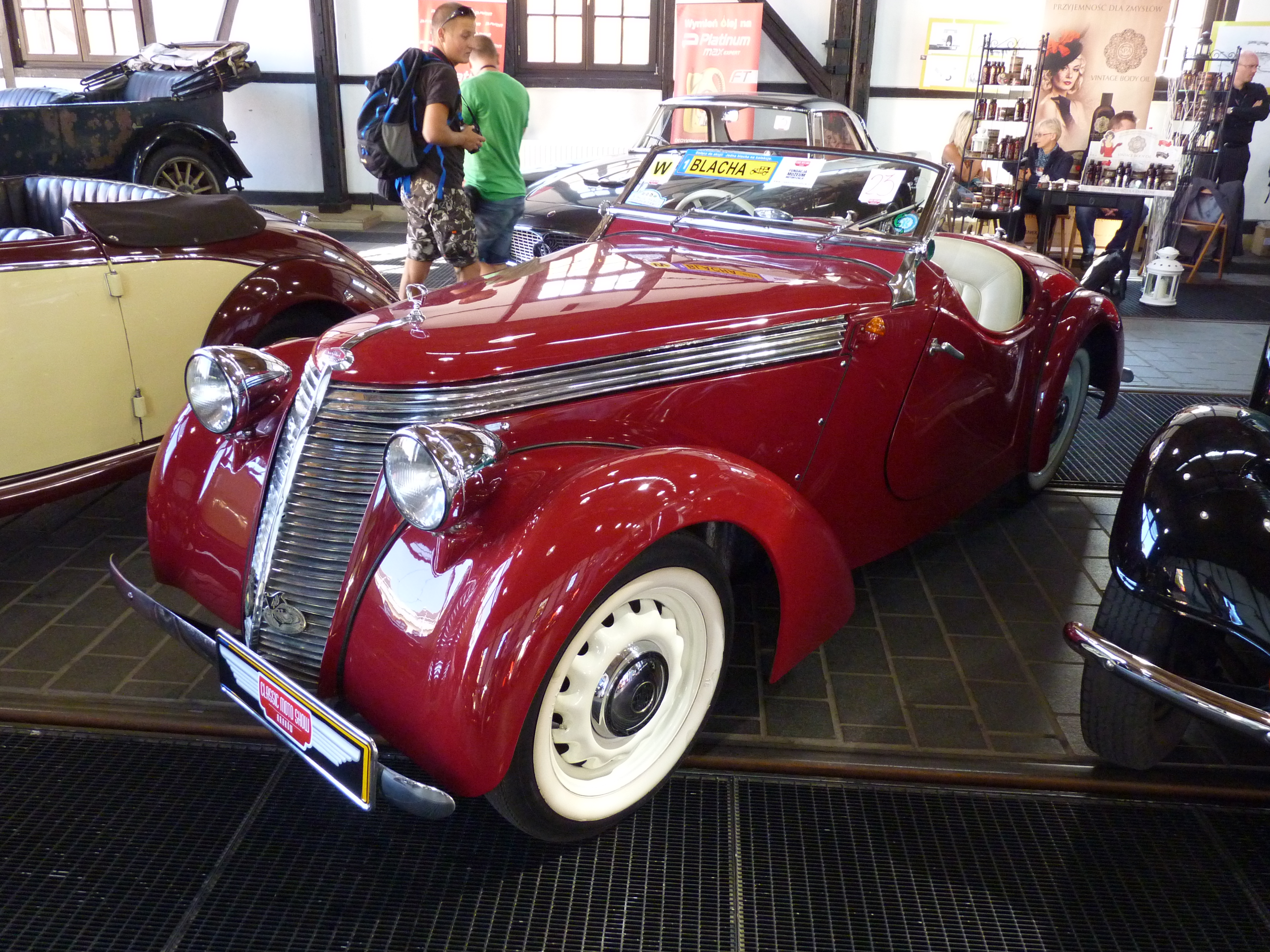
Jawa 600 "Minor I" de 1937
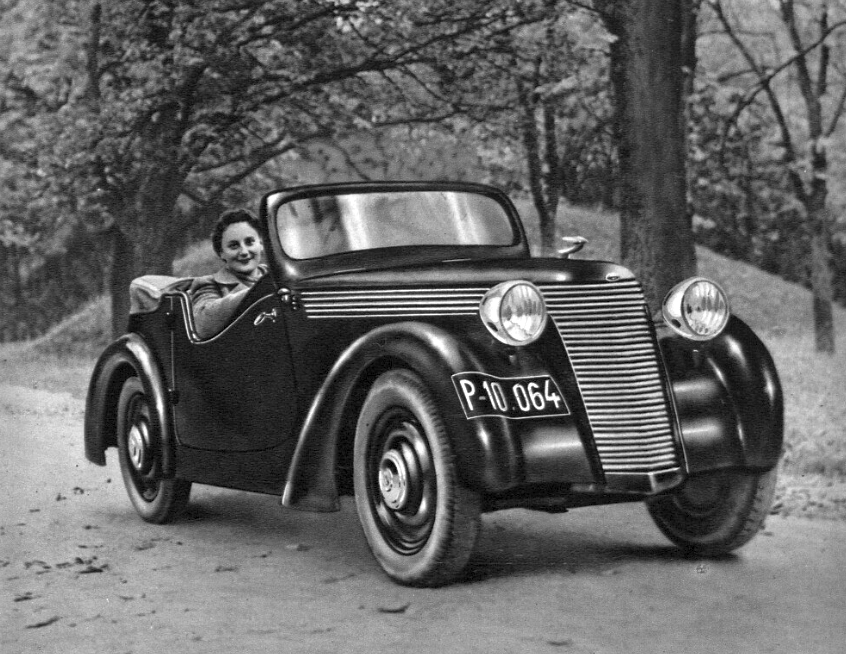
Una conductora amb el seu Jawa Minor el 1937

### Ciclomotors
Sota la marca Jawa es van exportar a l'estranger diversos ciclomotors amb motor de dos temps. A Txecoslovàquia (i als mercats estrangers després del 1989), aquests ciclomotors eren coneguts com a Babetta. Es fabricaren des de 1970 a Eslovàquia, concretament a Považská Bystrica i Kolárovo. Jawa fou la primera marca que va incloure l'arrencada elèctrica als ciclomotors. A la primera meitat de la dècada del 1990, les vendes i les exportacions van començar a minvar gradualment i la producció de tots els models Babetta es va aturar definitivament el 1999.
Els principals models de ciclomotors produits varen ser aquests:
| - Jawa 50 typ 550 Pionýr (1954): Conegut com a pařez ("soca"), amb selló individual - Jawa 50 Stadion (1957): Lleuger, amb caixa de canvis de dues velocitats a l'empunyadura - Jawa 50 typ 555 Pionýr (1958): Amb selló individual i versions estàndard o "De Luxe" (protectors de cames i portaequipatges sobre la roda posterior) - Jawa 50 typ 551 Jawetta (1958-1959): Amb caixa de canvis de dues velocitats a l'empunyadura, estàndard o carenada | - Jawa 50 typ 05/20/21 Pionýr (1966-1980): Biplaça, estètica escúter amb o sense carenat, caixa de canvis de tres velocitats per pedal - Jawa 50 typ 23 Mustang (1968): Biplaça, motor idèntic al dels typ 20 i 21 - Jawa 90 (1968–1972): En versions Cross, Trail i Roadster - Jawa 50 Babetta (des de 1970): Amb embragatge automàtic i encesa elèctrica |

Ciclomotors Jawa
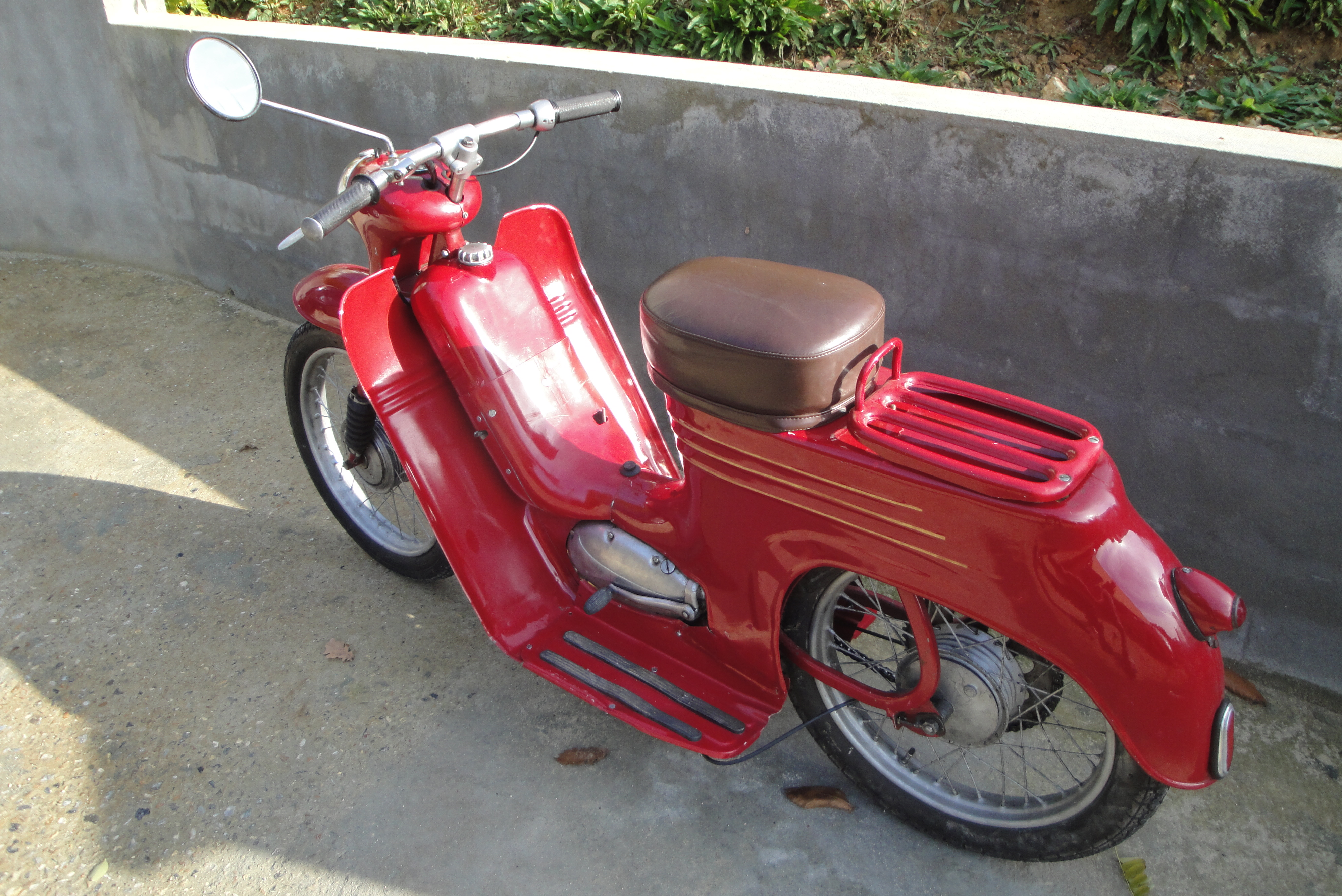
Jawa 50 Pionýr versió "De Luxe" (1958)
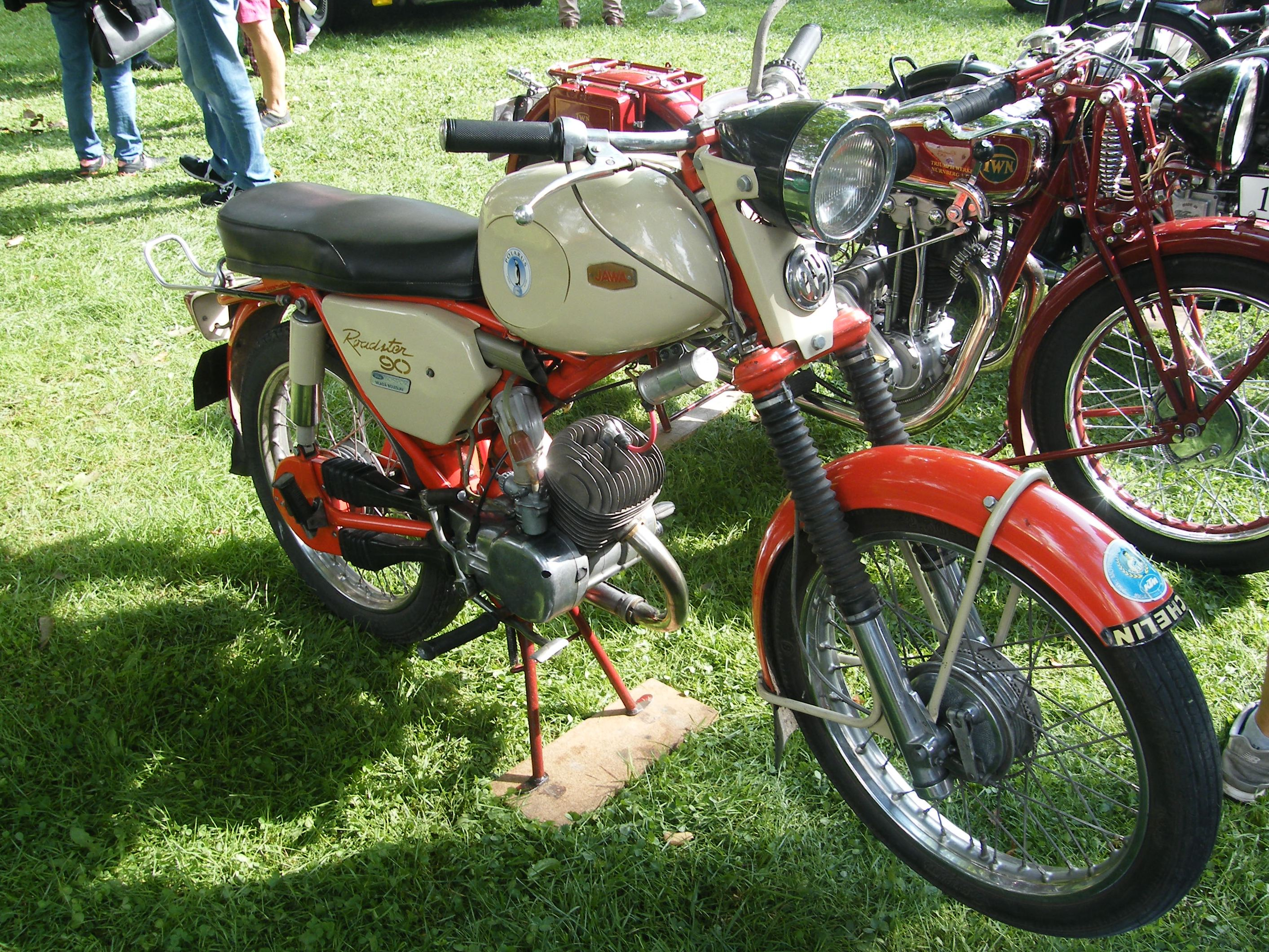
Jawa 90 Roadster (1968)
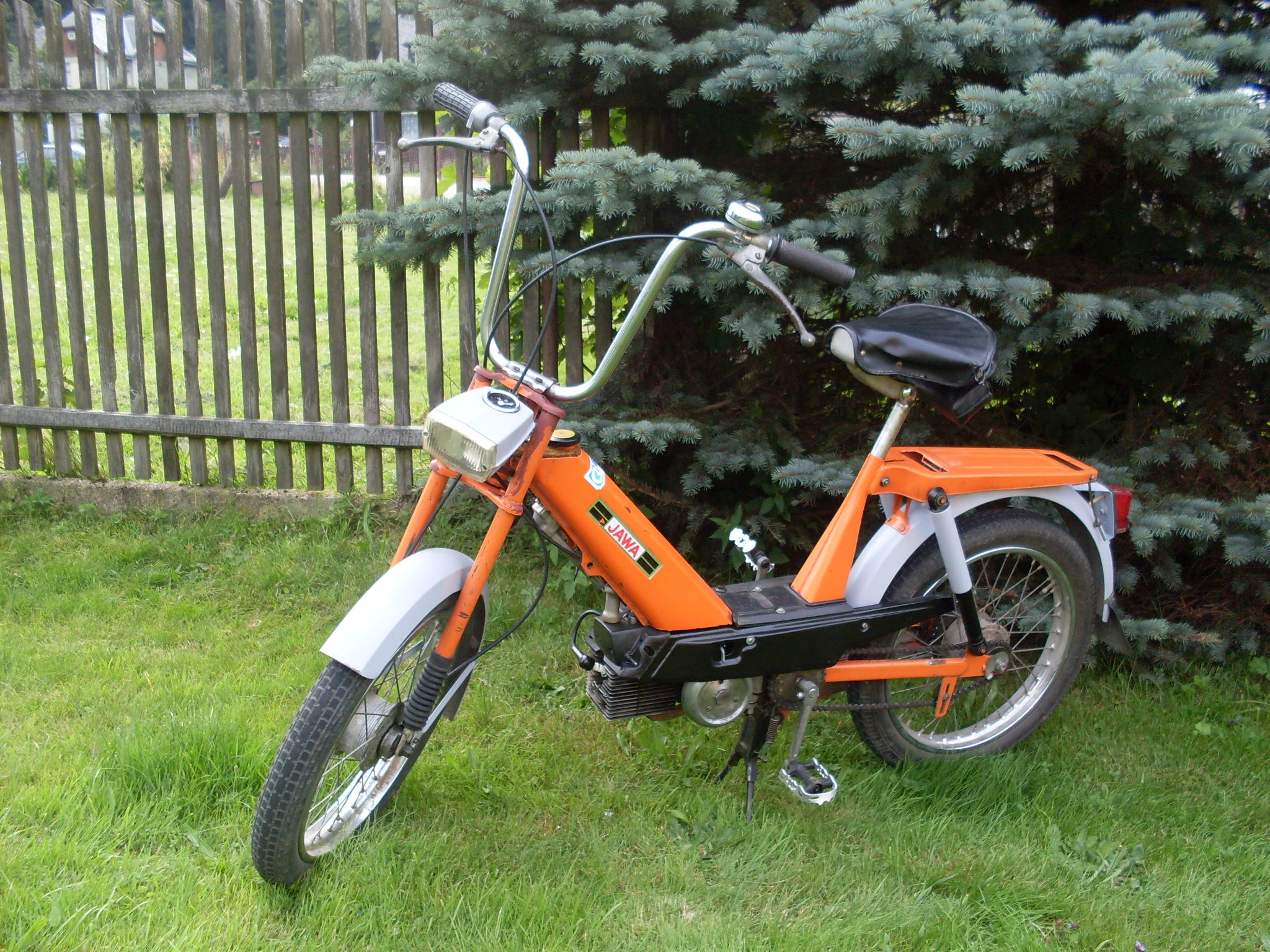
Babetta 207 (1972)
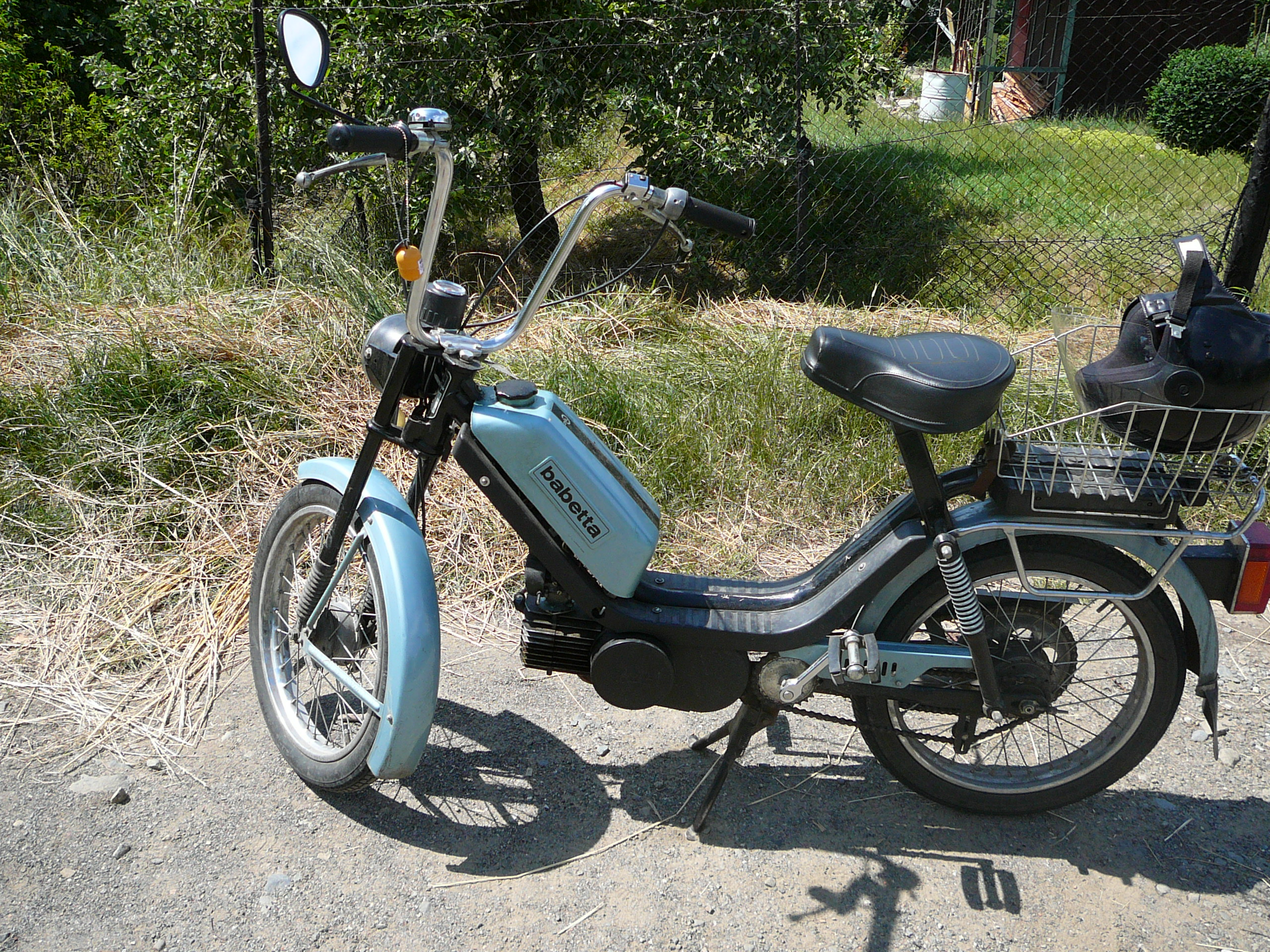
Babetta 210 (ca. 1983)

### Motocicletes
Jawa va produir nombrosos models de motocicleta. Entre els més destacats d'abans de la Segona Guerra Mundial cal esmentar els següents:
| - Jawa 500 OHV (1929), coneguda com a Rumpál ("cabrestant") - Jawa 175 Villiers (1932) - Jawa 350 SV (1934), monocilíndrica - Jawa 350 OHV (1935), monocilíndrica | - Jawa 250 (1935), monocilíndrica 2T - Jawa 100 Robot (1937), monocilíndrica 2T - Jawa 250 Duplex Block (1939), monocilíndrica 2T, amb la caixa de canvis enclavada amb el bloc del motor |

Després de la guerra, els models més recordats de la marca són aquests:
| - Jawa 250 typ 11 Pérák (1946), monocilíndrica 2T, suspensió recta posterior - Jawa 350 typ 12 Pérák (1948), inicialment anomenada "Ogar 350", bicilindrica 2T, suspensió recta posterior - Jawa 500 OHC typ 15/00 i 01 (1952-1956), bicilindrica 4T, arbre vertical amb engranatge sense fi, suspensió recta posterior - Jawa 500 OHC typ 15/02 (1956-1959), igual que la typ 15/00 però amb engranatge cònic - Jawa 250 i 350 typ 354 Kývačka (1954), bicilíndrica amb suspensió posterior oscil·lant (també disponible en 125, 150 i 175 cc) - Jawa 350 typ 360/01 Automatic (1965) - Jawa 250 typ 559/05 Automatic (1966-1968) | - Jawa 350 typ 362 Californian (1969) - Jawa 250 i 350 Californian, amb pedal de canvi desembragable (els models posteriors, anomenats "Oilmaster", amb lubrificació per bomba) - Jawa 350 UŘ typ 633/1 Bizon (1970) - Jawa 350 typ 634 (1973-1984), bicilindrica 2T - Jawa 350 typ 634 i 634.5 (1973-1982) - Jawa 350 typ 639 (1990) - Jawa 350 typ 640 (1991) |

Motocicletes Jawa (dels anys 50 als 90)
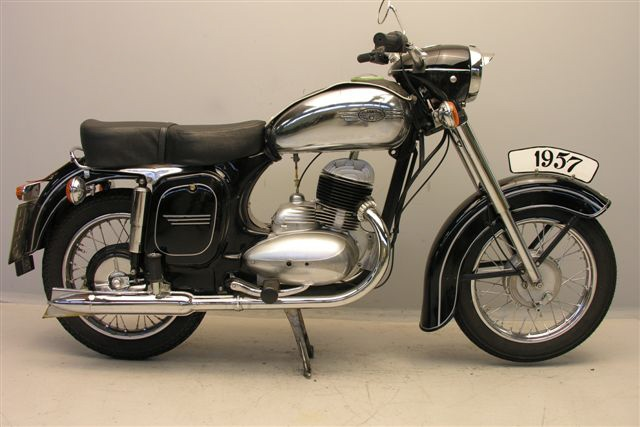
Jawa 250 typ 353 Kývačka de 1958
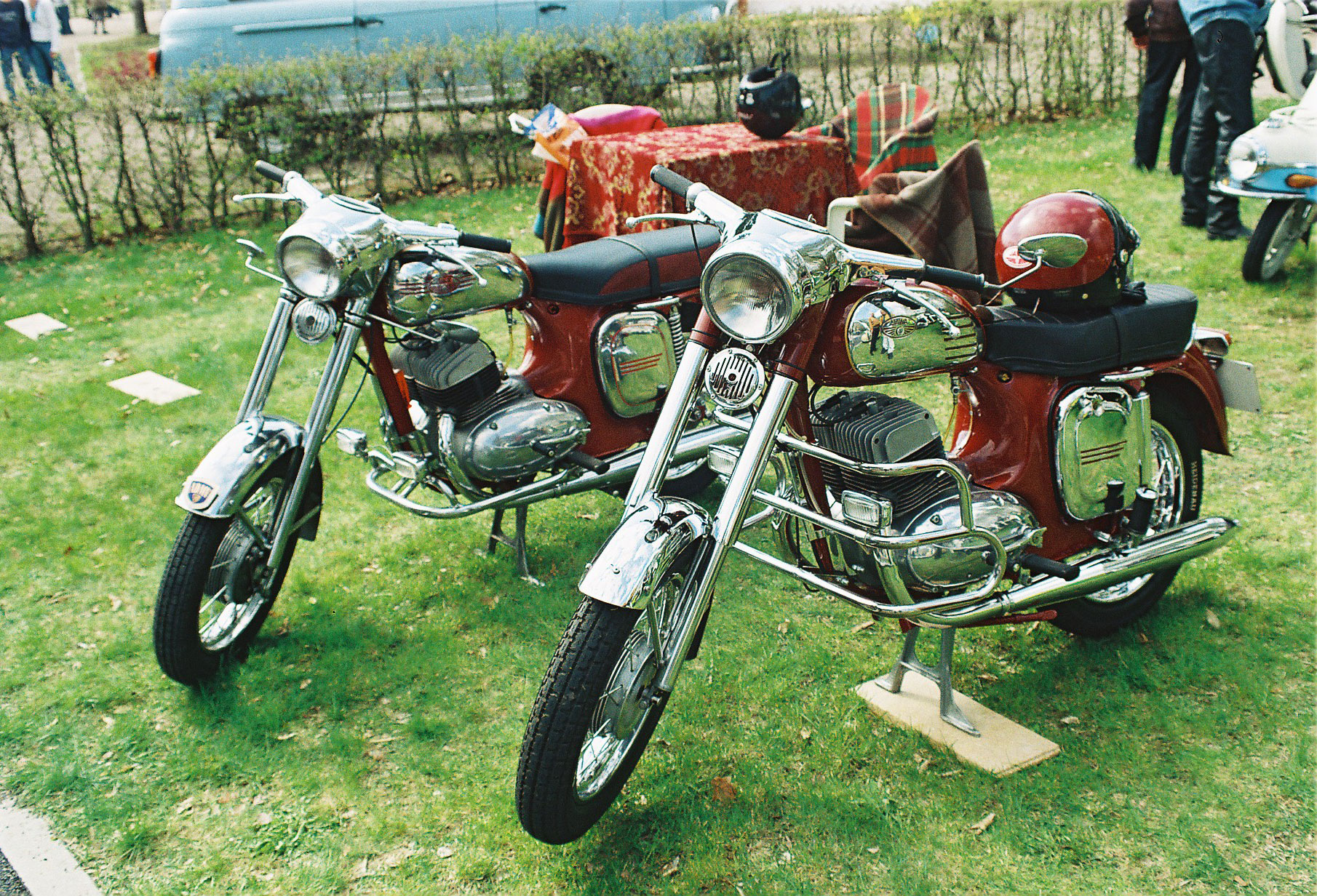
Jawa 350 typ 360 de 1965
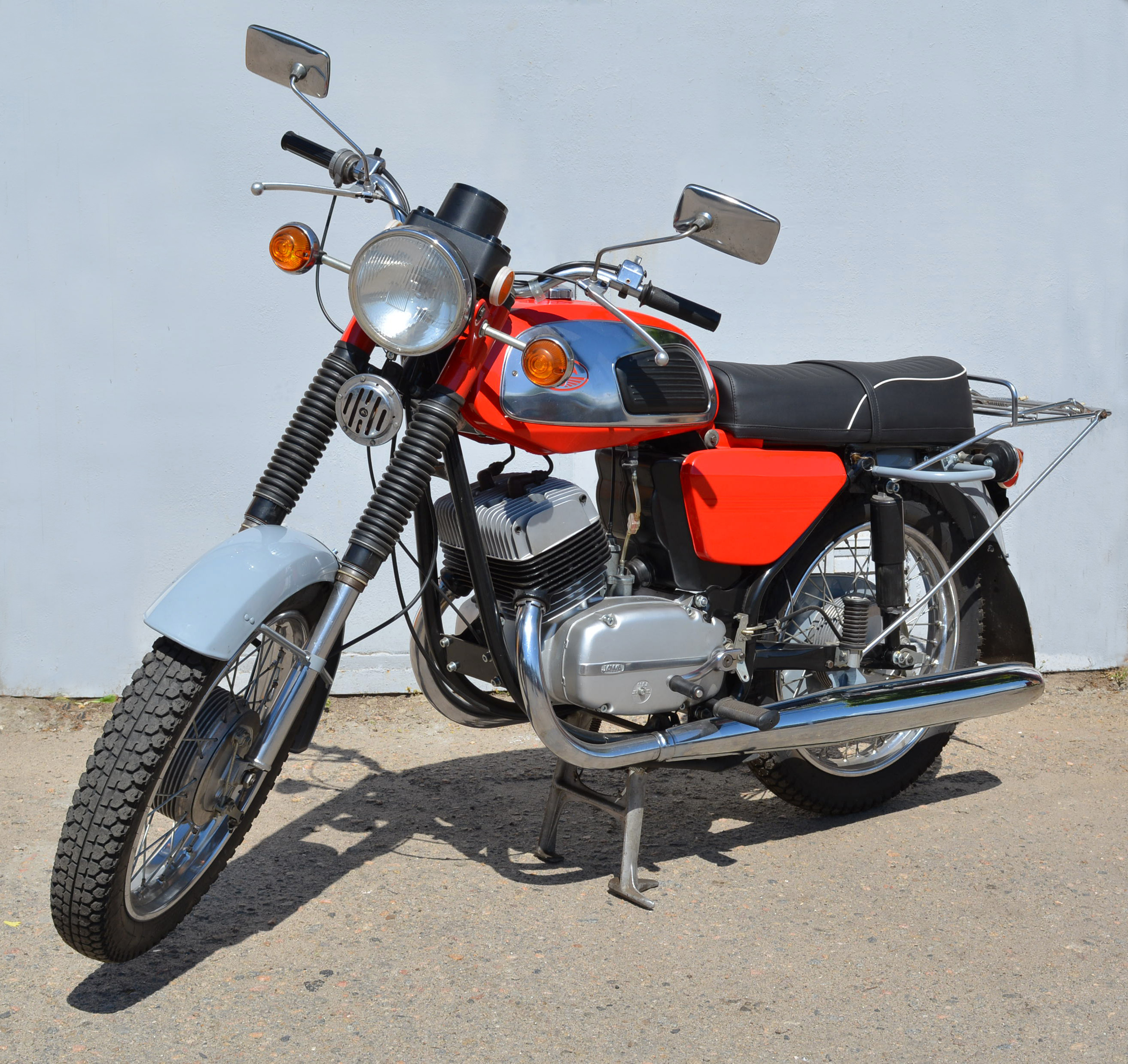
Jawa 350 typ 634-8 de 1978
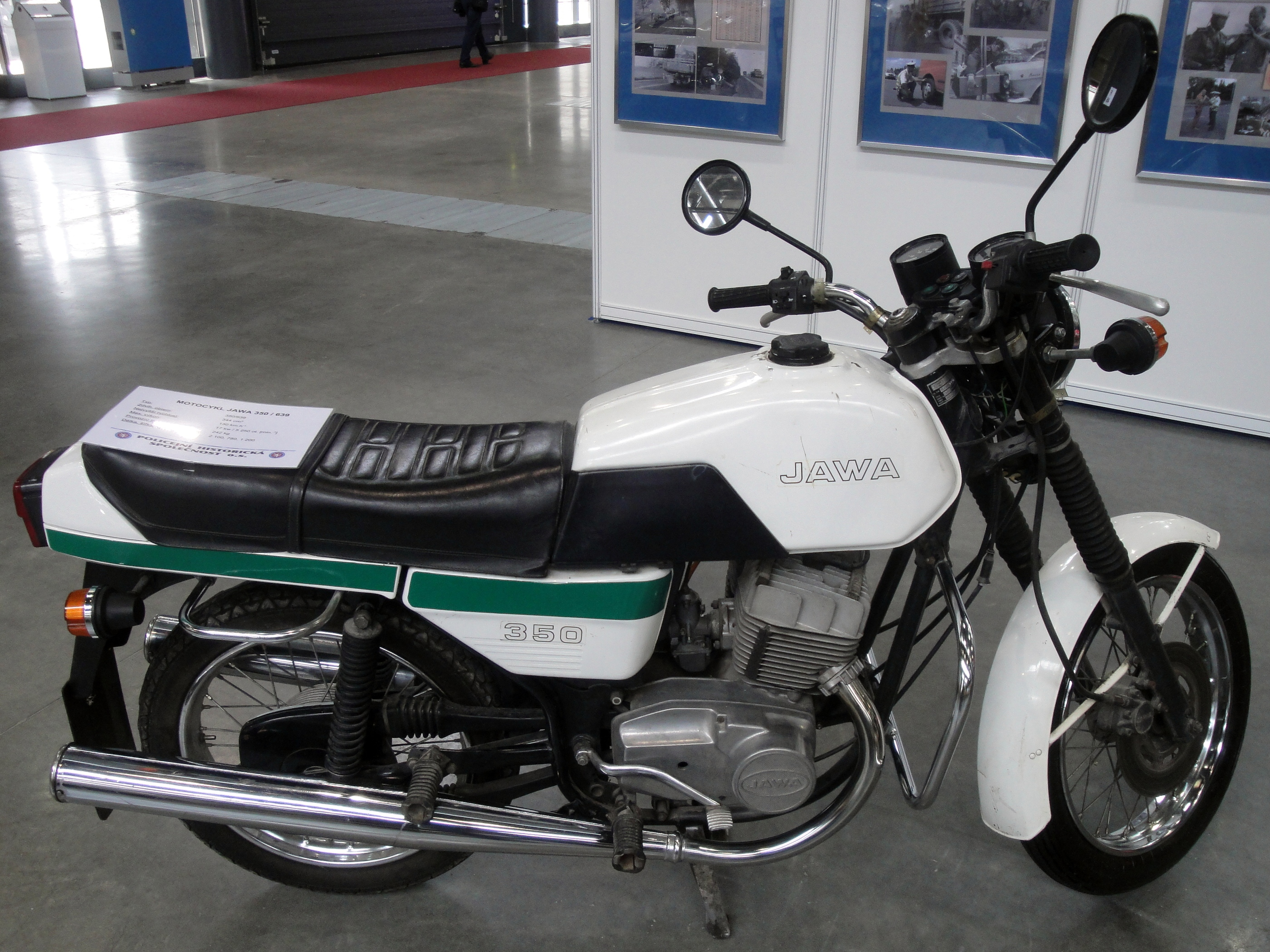
Jawa 350 typ 639 de 1990

### Jawa Moto
A partir del 2006, Jawa Moto ha produït sobretot motos semblants a les Honda de 50, 125 i 250 cc i una moto de gran cilindrada amb motor Rotax de 650 cc, el mateix que porta la BMW F650 Single, disponible en tres versions diferents: Classic (una moto d'estil "retro" amb proporcions clàssiques), Style (dirigida al trànsit urbà) i Dakar (tipus trail de grans dimensions, semblant a l'Honda XL Transalp).

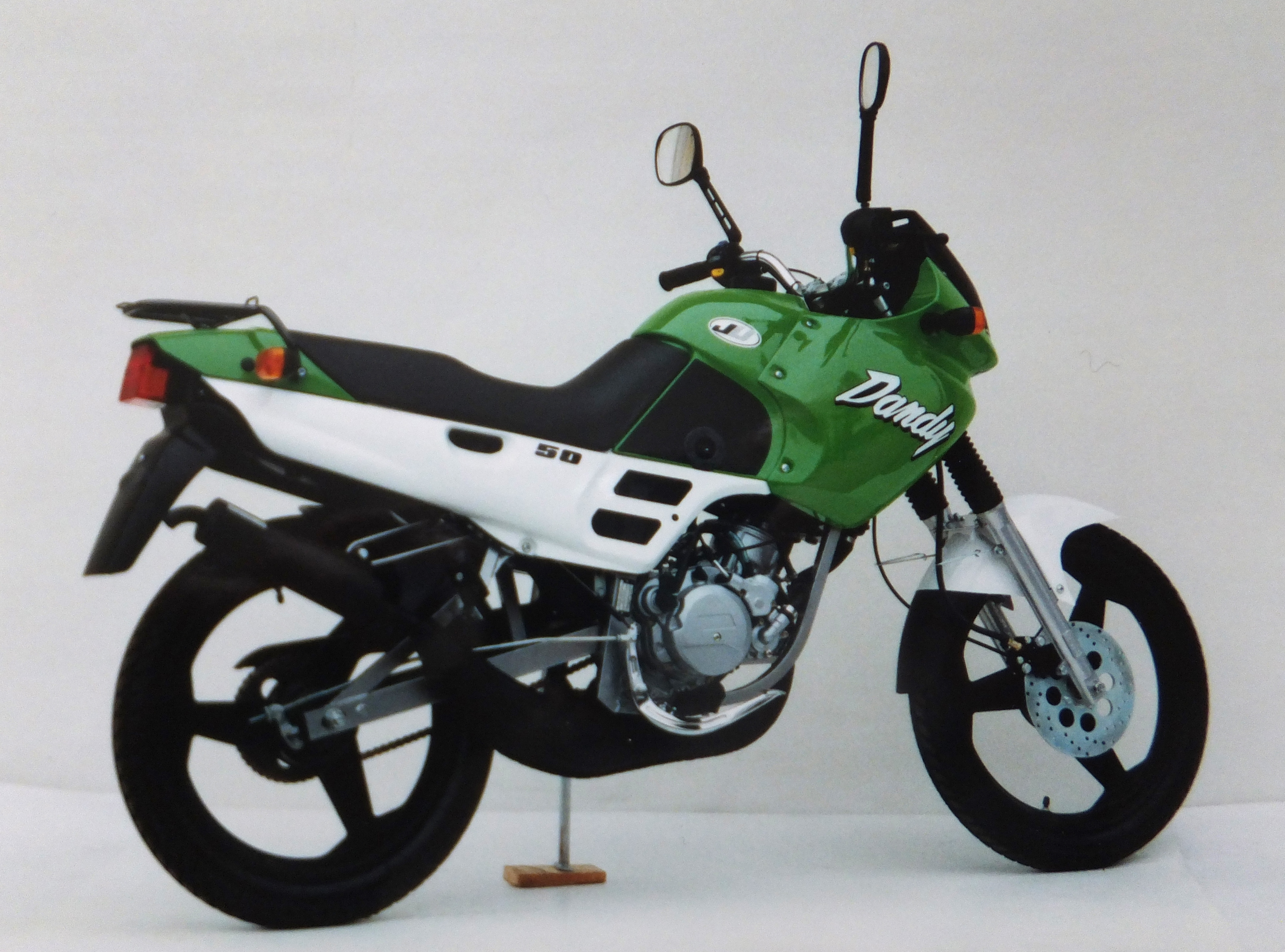
Jawa Union Dandy 50 Minarelli dels volts de 1999

El model més venut de la nova empresa ha estat, però, la icònica Jawa 350 de dos temps, pràcticament sense cap canvi mecànic des de la dècada del 1970 gràcies a la seva fiabilitat. Actualment es ven amb èxit principalment a l'Amèrica del sud.
Jawa Moto ha llançat diversos models des del moment de la seva fundació, entre ells:
| - Jawa 50 Dandy Minarelli (1999) - Jawa 125 Dakar (2003) - Jawa 650 Classic (2004) - Jawa 650 Style (2005) - Jawa 650 Dakar (2006) | - Jawa 250 Travel (2007) - Jawa 660 Sportard (2011), successora de la 650 Dakar - Jawa 350/634 Retro (2013) - Jawa 350 OHC i Jawa 660 Vintage (2017) |

## Competició
Històricament, Jawa tingué sempre molta activitat dins l'àmbit de la competició, on fou el més versàtil i perseverant dels fabricants de l'Europa de l'Est. En velocitat, mantingué una presència continuada al Campionat del món fins a finals de la dècada del 1960, amb actuacions meritòries tenint en compte el seu pressupost limitat. En motocròs, la firma va protagonitzar fites importants abans que els motors de quatre temps no fossin substituïts pels de dos temps, mentre que en enduro, les seves motos dominaren les grans cilindrades fins a ben entrada la dècada del 1980.
Però allà on Jawa ha estat des de sempre la força dominant és en la modalitat del motociclisme en pista (speedway, grasstrack i ice speedway), on els motors de quatre temps encara mantenen l'avantatge. Després de les privatitzacions dels anys noranta subsegüents a la caiguda del comunisme, la planta on es construïen les motocicletes d'aquestes especialitats es va convertir en una empresa independent, Jawa divisov, i n'ha seguit produint models capdavanters fins a l'actualitat.

### Velocitat
Jawa va tenir un gran ressò internacional dins les competicions de velocitat. Els primers èxits de la marca es varen produir al Bol d'Or, on amb una bicilíndrica de dos temps de 350cc, derivada dels models de turisme, aconseguí la victòria dins la seva categoria consecutivament de 1949 a 1953, a més de la victòria absoluta el 1955 (amb Oldřich Hameršmíd i Saša Klimt de pilots) davant la Norton Manx de Gustave Lefèvre i Georges Briand. En aquesta mena de curses, Jawa es va consolidar com una marca molt competitiva, sobretot amb la Jawa Z15 DOHC de quatre temps entre el 1955 i el 1968.
Durant els seixanta, Jawa va participar en els Grans Premis de velocitat amb una gamma de motors de dos temps més potents, primer monocilíndrics i després bicilíndrics i, fins i tot, de quatre cilindres. Els primers a pilotar-les amb èxit al mundial varen ser els txecs František Šťastný i Gustav Havel. El 1966, Jawa va presentar la GP 125 (typ 670), equipada amb un motor de dos temps bicilíndric en "V" horitzontal, refrigerat per aire, que lliurava una potència de 27 CV a 14.000 rpm per un pes de només 83 Kg. El 1968 fou el torn de l'avantguardista Jawa 350 V4 typ 673, pilotada per Jack Findlay, Silvio Grassetti i Little Bill Ivy -qui es va matar justament al manillar d'aquesta moto el juliol de 1969, al GP de l'Alemanya de l'Est. L'altra marca txecoslovaca, ČZ, havia desenvolupat en paral·lel una 350 V4 de quatre temps, la ČZ V4 typ 860, que mai no va arribara a travessar, però, el teló d'acer.
Models destacats
| - Jawa 500 OHC (1949) - Jawa 250 2xOHC (1959) - Jawa 350 2xOHC (1962) - Jawa 125 typ 670 (1966) - Jawa 125 typ 655/01 (1967) | - Jawa 350 typ 673 V4 GP (1969) - Jawa 350 typ 653 (1974) - Jawa 350 typ 673 (1974) - Jawa 250 (1976) |

### Motocròs
Jawa va produir diverses motocicletes de motocròs de renom per a la categoria dels 500cc, on aconseguí bons resultats al mundial amb pilots com ara Vlastimil Válek, Jaroslav Homola i Jiří Stodůlka al manillar dels seus prototips de 400 i 420 cc. Pel que fa a la categoria dels 250cc, Jawa fou un dels primers fabricants a interessar-s'hi i ja el 1954 en va fabricar el seu primer model. Jaromír Čížek guanyà tres Campionats de Txecoslovàquia (1954-1955 i 1957) i la segona Copa d'Europa de 250cc (1958) amb la Jawa 250 que es construí ell mateix. El secret de la seva moto era el motor de carrera curta (70 mm de diàmetre x 64,5 mm de carrera) que proporcionava més potència i una més ràpida acceleració. El primer model de motocròs fabricat en sèrie per l'empresa fou la Jawa typ 557 de 1957. Basada en la moto d'enduro que la marca feia participar en els Sis Dies Internacionals (ISDT), duia un motor potenciat, un canvi de velocitats més tancat i un pes final de 125 kg.
Malgrat tot, tant en 250 com en 500 cc Jawa fou superada per la seva compatriota ČZ, la qual aconseguí diversos Campionats del Món amb pilots com ara Joël Robert, Víktor Arbékov i Paul Friedrichs. Per bé que ambdues marques havien estat unificades pel règim comunista, amb els anys es varen anar especialitzant en l'àmbit de la competició: ČZ se centrà en motocròs i Jawa en enduro.

### Enduro
Dins l'enduro, Jawa s'especialitzà en les mitjanes i grans cilindrades (dels 250cc en amunt) i entre el 1968 i el 1986 en guanyà diversos Campionats d'Europa amb pilots de gran renom, entre ells Květoslav Mašita i Erwin Schmider.
Pel que fa a la principal competició internacional d'aquesta modalitat, els Sis Dies Internacionals d'Enduro (anomenats a l'època International Six Days Trial, ISDT), Jawa contribuí especialment als nombrosos èxits que hi obtingué durant dècades la selecció txecoslovaca. Tot i que Txecoslovàquia hi acostumava a competir fent servir una barreja de motos Jawa i ČZ, el més habitual era que els pilots de les cilindrades petites, fins als 175cc, hi participessin amb les ČZ i els de les mitjanes i grans, a partir dels 250cc (les més determinants), ho fessin amb Jawa. Durant la dècada del 1970, pilots com ara Květoslav Mašita, Josef i Jiří Císař, František Mrázek i Zdeněk Češpiva, tots ells amb Jawa, van marcar la diferència i van ser els màxims responsables del domini de Txecoslovàquia als ISDT.

#### Palmarès
Campionats d'Europa
| - 1968: Květoslav Mašita (350cc) i Erwin Schmider (+350cc) - 1969: František Mrázek (250cc), Květoslav Mašita (350cc) i Erwin Schmider (+350cc) - 1970: František Mrázek (250cc) i Květoslav Mašita (350cc) - 1971: František Mrázek (250cc) i Květoslav Mašita (350cc) - 1972: František Mrázek (250cc), Květoslav Mašita (350cc) i Zdeněk Češpiva (+350cc) - 1973: František Mrázek (250cc), Květoslav Mašita (350cc) i Zdeněk Češpiva (+350cc) | - 1974: Jiří Stodůlka (250cc) i Květoslav Mašita (350cc) - 1975: Květoslav Mašita (350cc) i Zdeněk Češpiva (+350cc) - 1976: Jiří Stodůlka (250cc), Květoslav Mašita (350cc) i Stanislav Zloch (+350cc) - 1977: Květoslav Mašita (350cc), Stanislav Zloch (500cc) i Otakar Toman (+500 cc) - 1986: Jozef Chovančík (+500c 4T) |

Victòries de Txecoslovàquia als ISDT
| - 1947: Trofeu - Equip de Txecoslovàquia - 1952: Trofeu - Equip de Txecoslovàquia - 1954: Trofeu - Equip de Txecoslovàquia - 1956: Trofeu - Equip de Txecoslovàquia - 1958: Trofeu - Equip de Txecoslovàquia - 1959: Trofeu - Equip de Txecoslovàquia - 1962: Trofeu - Equip de Txecoslovàquia - 1970: Trofeu - Equip de Txecoslovàquia | - 1971: Trofeu - Equip de Txecoslovàquia - 1972: Trofeu - Equip de Txecoslovàquia - 1973: Trofeu - Equip de Txecoslovàquia - 1974: Trofeu - Equip de Txecoslovàquia - 1977: Trofeu - Equip de Txecoslovàquia - 1978: Trofeu - Equip de Txecoslovàquia - 1982: Trofeu - Equip de Txecoslovàquia |

1. ↑  A banda de les victòries al Trofeu aquí ressenyades, Txecoslovàquia va guanyar també el Vas a les edicions de 1947, 1949, 1952-53, 1955, 1957-59, 1961, 1967, 1970-72, 1974, 1976-77 i 1979.

### Pista
Hereves en gran manera de les antigues ESO, les Jawa de 500 cc de speedway han deixat empremta en la història del speedway, el grasstrack i l'ice speedway internacionals. Les Jawa, amb un motor d'arbre de lleves aïllat que fa servir metanol de combustible i oli de ricí de líquid refrigerant, han mantingut l'arquitectura gairebé invariable des del seu origen fins a l'actualitat, en què encara es continuen produint.
Entre els qui han guanyat el Campionat del Món de speedway amb Jawa hi ha pilots del prestigi d'Ivan Mauger, Barry Briggs, Ove Fundin, Ole Olsen, Michael Lee, Tony Rickardsson i Kelvin Tatum. Quan Ivan Mauger aconseguí els seus primers tres campionats mundials consecutius (1968-1970), l'empresari californià Ray Bokelman li banyà en or la seva Jawa 500, una feina que durà 18 mesos i costà 500.000 dòlars. La moto, anomenada "Triple Crown Special", es conserva actualment al Canterbury Museum de Christchurch, Nova Zelanda.
Models destacats
- Jawa 500 OHV (1964), l'antiga ESO S45 de 1953
- Jawa 500 DOHC (1976)
- Jawa 510 (1978)
- Jawa 500 typ 896/897 Speedway (1984)
- Jawa divisov 889

Jawa de motociclisme en pista
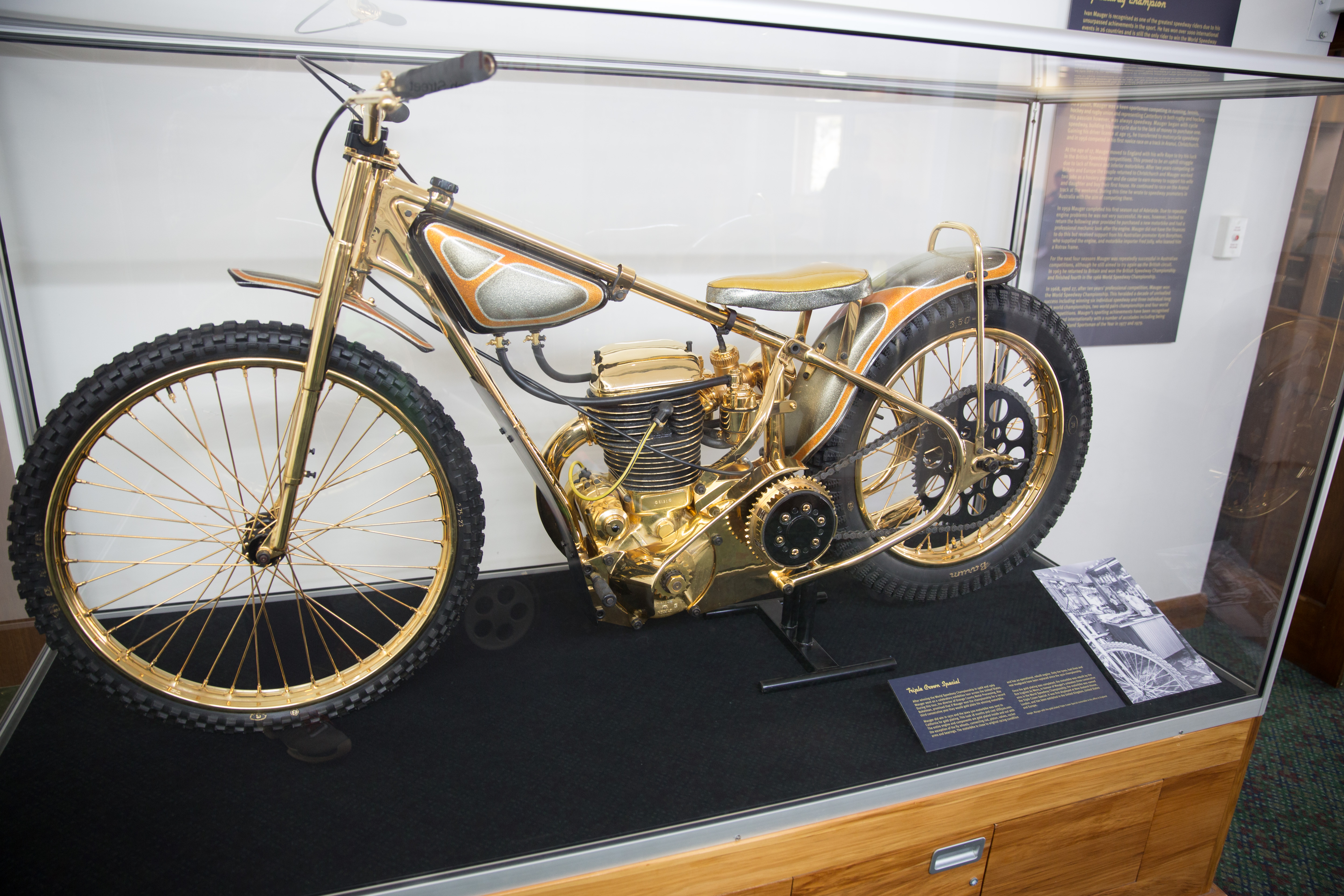
La Jawa "Triple Crown Special" d'Ivan Mauger
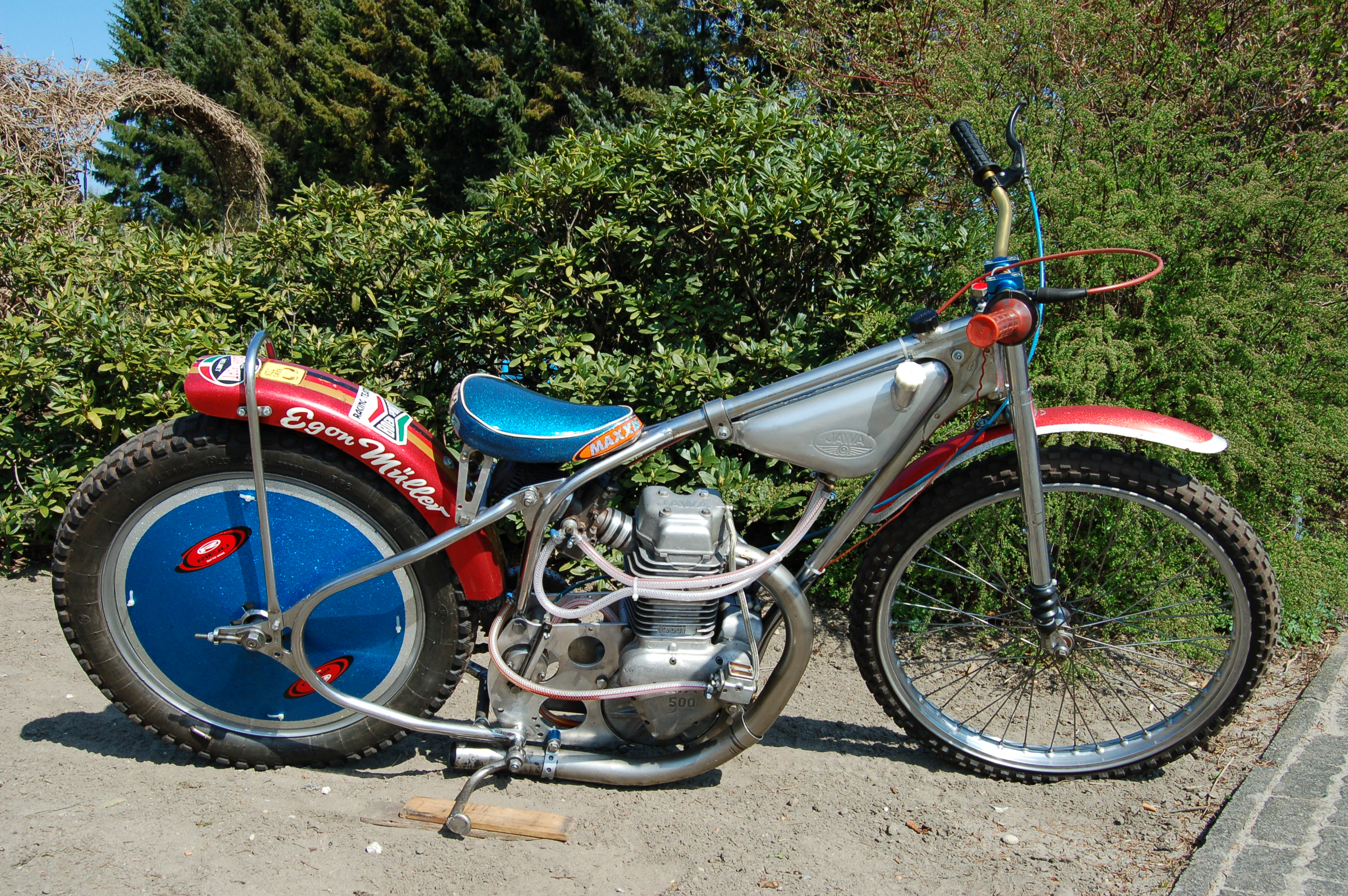
Jawa Speedway 500 d'Egon Müller (ca. 1973)
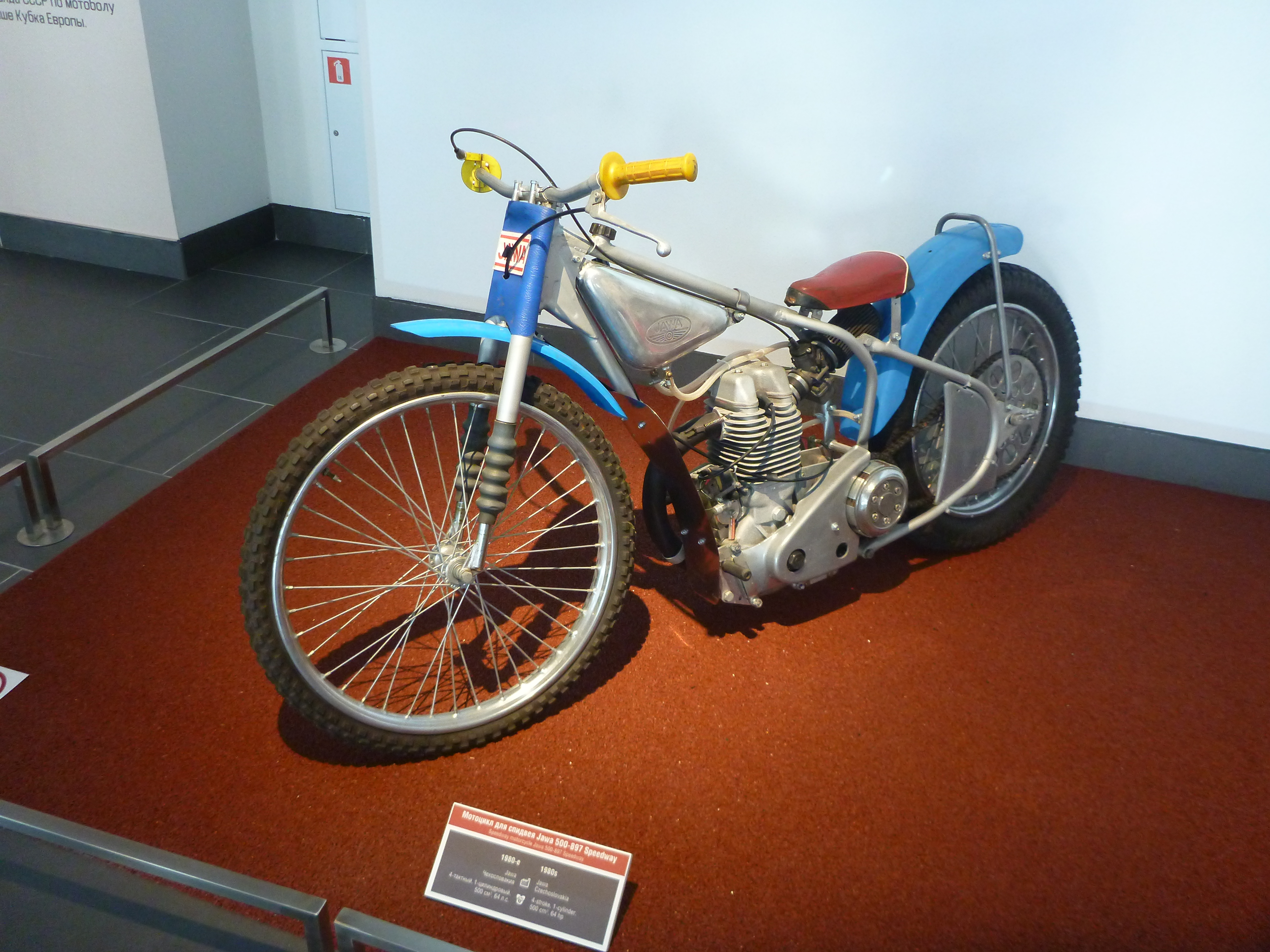
Jawa 500-897 Speedway (1980)
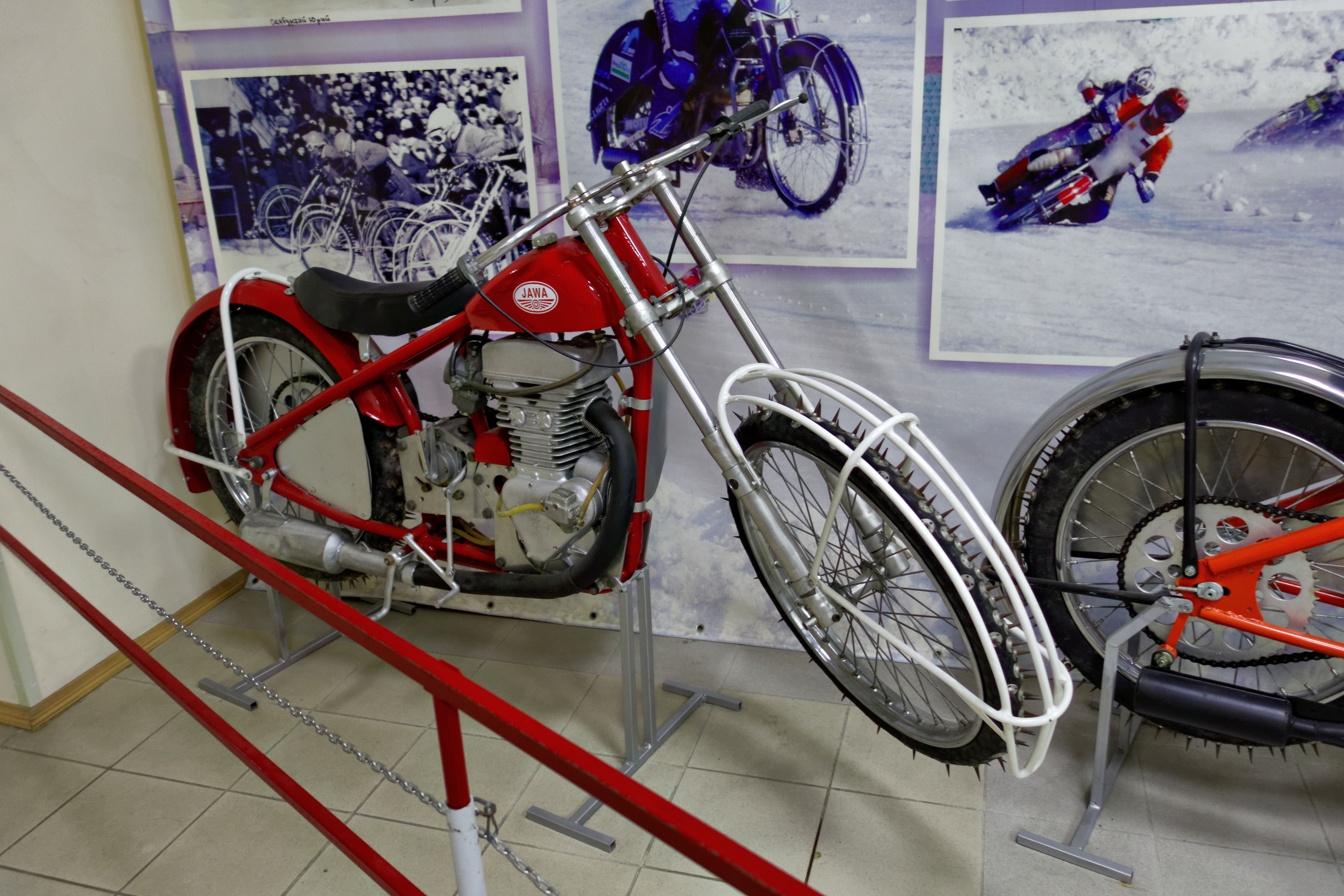
Una Jawa d'ice speedway

## Jawa a l'Índia

Jawa 250/353 tipus "A", feta a l'Índia sota llicència

Ideal Jawa India Ltd, amb seu a Mysore, fou una empresa de motocicletes índia que fabricava motocicletes Jawa sota llicència, a partir de 1960 amb marca Jawa i des del 1973 com a Yezdi. La companyia va deixar de produir el 1996. Els models originals, fabricats a Txecoslovàquia, portaven l'emblema ČZ Jawa al lateral del dipòsit de combustible. Els models indis sempre duien una "O" dins l'emblema de Jawa. Encara a l'actualitat hi ha nombroses unitats de Jawa 250 typ 353/04 (anomenada tipus "A" a l'Índia), Jawa 350 typ 634 Twin i Yezdi 250 (versions "B" i Monarch) funcionant arreu del país.
L'octubre de 2016, Mahindra & Mahindra, a través de la seva filial Classic Legends Private Ltd (CLPL), va signar un acord de llicència per a llançar motos amb la marca JAWA a l'Índia i alguns altres països de l'Àsia Oriental. El 15 de novembre de 2018, Classic Legends va llançar tres motos a l'Índia: Jawa 300, Jawa 42 i Jawa Perak. Es fabriquen a Pithampur, Madhya Pradesh.
La Jawa 300 s'inspira en la popular Jawa 250 clàssica de la marca, mentre que la Jawa 42 és una opció més moderna i urbana. La Jawa Perak, però, és un model completament diferent, una motocicleta custombobber. Tant un model com l'altre comparteixen les mateixes especificacions tècniques: 293 cc (27 CV), fre de disc anterior i tambor posterior, ABS monocanal, sistema d'injecció de combustible, motor refrigerat per líquid amb radiador i un pes de càrrega de 170 kg. Pel que fa a l'aspecte, la Jawa clàssica té més parts cromades, mentre que la Jawa 42 té un acabat més modern, adreçat als més joves. La Jawa 300 es vendrà a la República Txeca amb el nom de Jawa 300 CL a partir de la tardor del 2020. Hi ha previst exportar-hi també la Jawa 42 en un futur proper.

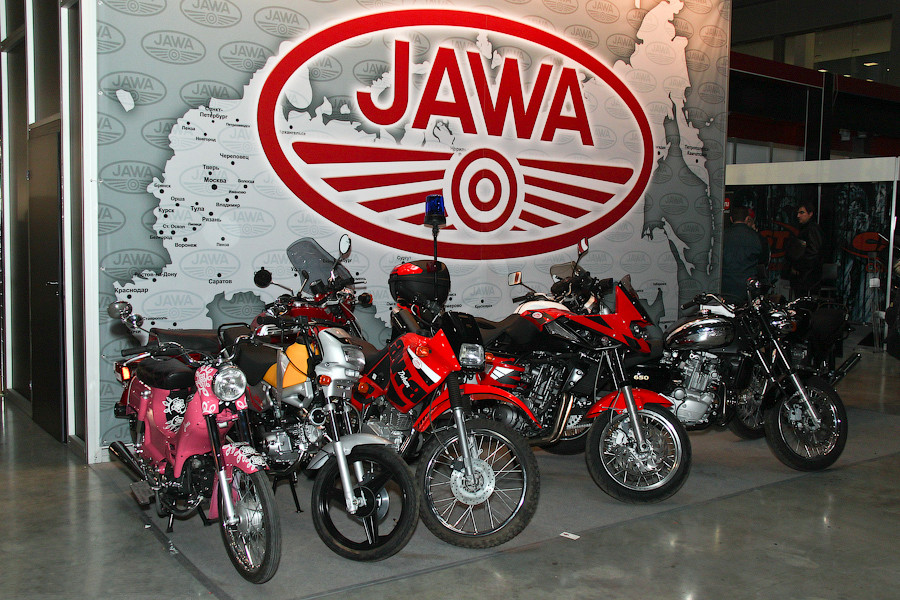
Models JAWA del 2011

A l'Índia, JAWA Motorcycles (Classic Legends) competeix pel mateix sector de mercat que les Royal Enfield locals. L'empresa va inaugurar el seu primer concessionari el desembre del 2018 a la regió de Pune, Maharashtra. Com que la demanda superà les expectatives, la capacitat de producció prevista inicialment va fer curt i la línia de producció es va haver de duplicar en unes 30.000 motocicletes a l'any, alhora que s'endarreria l'inici de la producció en sèrie.
Classic Legends va llançar una iniciativa anomenada #ForeverHeroes per a ajudar els fills dels membres de les forces armades índies morts en acte de servei, tot subhastant les primeres 13 motocicletes del seu lot de producció i destinant els fons recaptats a l'educació d'aquests nens.
A data de 2020, els models més venuts per Classic Legends a l'Índia són: 
- Jawa 350/640 - motor de dos temps, versions Style/Military/Retro
- Jawa 350 OHC - motor de quatre temps que compleix els estàndards EURO IV